# Woodbine (Nova Jérsei)
Woodbine é um distrito localizado no estado americano de Nova Jérsei, no Condado de Cape May.

## Demografia
Segundo o censo americano de 2000, a sua população era de 2716 habitantes.
Em 2006, foi estimada uma população de 2508, um decréscimo de 208 (-7.7%).

## Geografia
De acordo com o United States Census Bureau tem uma área de
20,7 km², dos quais 20,7 km² cobertos por terra e 0,0 km² cobertos por água. Woodbine localiza-se a aproximadamente 6 m acima do nível do mar.

## Localidades na vizinhança
O diagrama seguinte representa as localidades num raio de 20 km ao redor de Woodbine.